# Univerzita Jana Amose Komenského Praha
Univerzita Jana Amose Komenského Praha s.r.o. (UJAK) byla česká soukromá univerzitní vysoká škola. V roce 2023 se sloučila s AMBIS vysokou školou.
Obchodní společnost RVD spol. s r.o. byla založena již roku 1992, v roce 2002 změnila označení na Vysoká škola Jana Amose Komenského s.r.o. a až roku 2007 na pozdější název. Vznikla přeměnou ze Socialistické akademie.
V polovině června 2023 se jediným vlastníkem stala AMBIS vysoká škola. UJAK k 1. říjnu 2023 zanikla a stala se součástí AMBIS VŠ.

## Studium
Studijní obory bylo možné studovat v prezenční a v kombinované (dálkové) formě.

### Bakalářské  a magisterské studium
- Speciální pedagogika
- Resocializační a penitenciární pedagogika
- Andragogika
- Scénická a mediální studia
- Právo v podnikání
- Sociální a mediální komunikace
- Bezpečnostní studia
- Řízení lidských zdrojů
- Komunikační studia
- Evropská hospodářskosprávní studia
- Vzdělávání dospělých

## Známí absolventi
- Tomáš Vandas[4]
- Nikola Čechová – youtuberka, moderátorka
- Jana Nečasová[5]
- Pavlína Danková[6]
- Iva Kubelková[6]
- Radka Nečasová
- Michaela Štoudková[6]
- Iveta Vítová[6]
- Julián Záhorovský[6]
- Elen Černá[6]
- Mirka Košťanová[6]
- Bára Kolářová[6]
- Andrea Němcová[6]
- Hana Věrná[6]
- Veronika Chmelířová[6]
- Jiří Mádl[6]
- Šárka Volemanová[7]
- Gabriela Bísková[8]
- Karla Mráčková[9]
- Barbora Mottlová[10]
- Markéta Reedová
- Dalibor Mlejnský [11]
- Stanislav Eichler[12]
- Libor Lukáš
- Zdeněk Štengl[13]
- František Adámek[14]
- Petr Krčál
- Kamila Bezpalcová
- Ivana Gottová – moderátorka[15]
- Kateřina Neumannová
- Zorka Hejdová[16]
- Luboš Xaver Veselý

## Katedry[17]
- Katedra speciální pedagogiky (Resocializační a penitenciární pedagogika, Speciální pedagogika)
- Katedra práva (Právo v podnikání)
- Katedra mediálních studií (Komunikační studia)
- Katedra mezinárodních vztahů (Mezinárodní vztahy a diplomacie)
- Katedra andragogiky (Andragogika)
- Katedra cizích jazyků